# Podjebrád Viktorin münsterbergi herceg
Podjebrád Viktorin (1443. május 29. – Teschen, 1500. augusztus 30.), csehül: Viktorín z Poděbrad,  minsterberský a opavský kníže, hrabě kladský, latinul: Victorinus Podiebradensis, dux Monsterbergensis et Oppaviensis, németül: Viktorin von Podiebrad;, Herzog von Münsterberg und von Troppau, Graf von Glatz, lengyelül: Wiktoryn z Podiebradów, cseh királyi herceg és trónörökös, Morvaország őrgrófja, a sziléziai Münsterberg (Ziębice) és Troppau (Opava) hercege, Glatz (Kłodzko) grófja. I. (Podjebrád) György cseh király másodszülött fia, IV. (Palaiologosz) János montferrati őrgróf veje, Podjebrád Katalin magyar királyné bátyja és I. Mátyás magyar király sógora, Savoyai Lajos és I. Sarolta ciprusi uralkodópár, valamint Palaiologosz Amadea ciprusi királyné unokahúgának férje. A Podjebrád-ház tagja.

## Élete

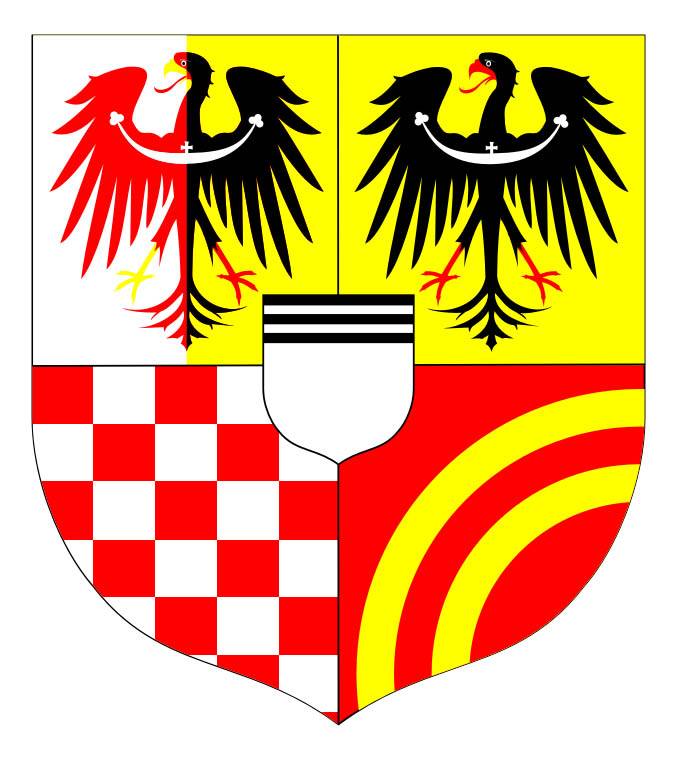
A Pojebrád-ház münsterbergi ágának címere

I. (Podjebrád) György cseh királynak és első feleségének, Sternbergi Kunigunda (1422–1449) bárónőnek a másodszülött fia, Katalin (Kunigunda) (1449–1464) magyar királynénak az édestestvére, aki 1449. november 11-én látta meg a napvilágot, és az édesanyjuk után a Kunigunda nevet kapta a keresztségben. Édesanyja az ikerlányai születése után pár nappal gyermekágyi lázban halt meg. Az apja ezután Rožmital Johanna úrnőt vette feleségül, aki később cseh királyné lett.
Annak ellenére, hogy csak másodszülött fiú volt, őt tekintették apja örökösének, mert a bátyja, Boček születésétől fogva értelmileg lassan fejlődő gyermek volt.
1480-ban Palaiologosz Margit montferrati őrgrófnővel kötött házasságot. Margit Viktorin herceg harmadik felesége volt. Az édesapja IV. (Palaiologosz) János (1413–1464) montferrati őrgróf, az édesanyja Savoyai Margit (1439–1483), I. Lajos savoyai hercegnek, V. Félx (ellen)pápa fiának és Lusignan Anna ciprusi királyi hercegnőnek, I. Janus ciprusi király lányának a lánya. Palaiologosz Margit hercegné Palaiologosz Amadea ciprusi királynénak, valamint Savoyai Lajos és I. Sarolta ciprusi uralkodópárnak volt az unokahúga.
Viktorin hercegnek a három házasságából hét gyermeke született, és ebből Margittól három lánya volt. Feltételezhetően Margit a harmadik lánya, Apollónia szülésébe halt bele 1496. július 25-én. Özvegye 1500-ban halt meg.
Legkisebb lánya, Apollónia a sziléziai Strehlenben katolikus klarissza apáca lett, míg idősebbik lánya, Orsolya (Ursula) (1491/95–1534) hercegnő a freibergi magdalénás rend apácája volt, majd a lutheri reformáció hatására 1523-ban Apollónia lutheránus hitre tért, mint ahogy a nővére is, de csak Apollónia ment férjhez.
Apollónia lánya 1527. október 26-án vagy 1528. február 24-én házasságot kötött Erhard von Queisszel (1490 körül–1529), a Pomezániai Székeskáptalan lutheránus püspökével, akinek egy leányt, Máriát (1529–1539) szülte 1529. márciusában, Apollónia azonban gyermekágyi lázban meghalt, akárcsak annak idején a nagyanyja. Hamarosan a férje is meghalt 1529. szeptember 10-én járványos betegség következtében, teljesen árván hagyva újszülött lányukat, akinek a gondozását Apollónia nővére, Orsolya hercegnő vette át 1534-ben bekövetkezett haláláig. A kis Mária pedig  röviddel a 10. születésnapja előtt 1539. január 9. halt meg.

## Gyermekei
- Első feleségétől Pirksteini Margit (1445–1472) bárónőtől, 1 leány:
  - Johanna (1460/3–1496), férje II. (Piast) Kázmér (1449/52–1528), Teschen hercege, 2 fiú
- Második feleségétől, Piast Zsófia (1449/53–1478/79) tescheni hercegnőtől, 3 gyermek:
  - Bertalan (1474/79–1515), diplomata, nem nősült meg, gyermekei nem születtek
  - Lőrinc (1474/79–1503)
  - Magdolna Eufémia (1474/9–1497), apáca
- Harmadik feleségétől, Palaiologosz Margit (1459/64–1496) montferrati őrgrófnőtől, 3 leány:
  - Anna (1490–1498)
  - Orsolya (Ursula) (1491/95–1534), a freibergi magdalénás rend apácája
  - Apollónia (1492/96–1529), férje Erhard von Queis (1490 körül–1529), a Pomezániai Székeskáptalan lutheránus püspöke, 1 leány:
    - Queisi/Kwisai Mária (1529. március – 1539. január 9.)